# Keressük az igazit
A Keressük az igazit (eredeti cím: Making Mr. Right) 1987-es amerikai romantikus filmvígjáték Susan Seidelman rendezésében; a főszerepet John Malkovich és Ann Magnuson alakítja. 
A filmet 1987. április 3-án mutatták be.
A film elsősorban egy android és egy nő kalandjairól szól.

## Cselekmény
Jeff Peters egy érzelmileg elfojtott tudós, aki ki nem állhat másokat, mert azokat intellektuálisan alacsonyabb rendűek tartja. Álma a mélyűr kutatása, amit az emberi kapcsolatok hosszú ideig tartó hiánya miatt nehéz lenne kivitelezni. Az űrkutatás céljára fejleszti ki az Ulysses nevű androidot (aki pontosan úgy néz ki, mint ő), mivel egy androidot nem befolyásolna az elszigeteltség.
Frankie Stone-t felveszik a projekt PR-tevékenységének ellátására. Munkája részeként jobban meg kell ismernie az androidot, hogy a projekt kongresszusi szponzorainak érdekében „emberszámba vegye” őt. A vele való interakció során azonban az androidban érzelmek alakulnak ki, és jobb szociális készségeket fejleszt, mint maga a tudós. Egy alkalommal az android Jeffnek adja ki magát, hogy elhagyhassa a laboratóriumot, és Frankie Chevrolet Corvairjába bújik. Szökése után egy bevásárlóközpontban találkozik az emberi társadalommal, szmokingot vesz, randevúzik egy nővel, aki azt hiszi, hogy ő Jeff, és ezzel érzelmi ronccsá teszi a nőt, majd (szó szerint) elveszíti a fejét Frankie legjobb barátnője, Trish miatt, aki Frankie lakásába menekült, miután elhagyta a férjét, aki a New Jersey című népszerű nappali szappanopera sztárja.
Frankie-ben is kialakulnak érzelmek az android iránt, és kisebb-nagyobb mértékben összebarátkozik Jeff-fel. Frankie anyja Frankie volt barátjának, Steve Marcusnak az anyjától megtudja, hogy Frankie-nek van egy orvos barátja (Jeff), és elvárja, hogy Frankie elhozza őt Frankie húgának az esküvőjére. Frankie rábeszéli Jeffet, hogy jöjjön el, de Ulysses ismét megszökik a laborból, és  beront az esküvőre. Trish féltékeny tévésztár férje is betör az esküvőre, és összeveszik Odüsszeusszal. Odüsszeusz rövidzárlatot okoz, és belecsapódik a medencébe, így az eseményből PR-katasztrófa lesz. Frankie-t kirúgják az állásából, és megtiltják, hogy kapcsolatba lépjen Ulysses-szel vagy bárkivel a projektben. A kilövés napján megpróbál elbúcsúzni egy korábbi ügyfelével és barátjával (Steve), egy kongresszusi képviselőjelölttel való kapcsolatát felhasználva, de csak a búcsúbeszédében látja az Odüsszeuszt, amelyben az emberiség plátói és romantikus kapcsolatok kialakításának nehézségeit siratja.
Ulysses azonban megjelenik Frankie bejárati ajtajánál az induláskor; Jeff valójában maga adta elő ezt a búcsúbeszédet, miután rájött, hogy teremtménye empatikusabb lett nála. Mivel a hétéves űrmisszió emberi kapcsolatainak hiánya az aszocialitás miatt nem lesz számára nehéz, Jeff úgy döntött, hogy ő maga az űrbe megy, míg az android átveszi a helyét a Földön, így Odüsszeusz és Frankie (akik mostanra már mélyen szerelmesek egymásba) együtt lehetnek.

## Szereplők
| Színész             | Szerep          | Magyar hang     | Magyar hang        |
| Színész             | Szerep          | 1. változat (?) | 2. változat (2006) |
| ------------------- | --------------- | --------------- | ------------------ |
| John Malkovich      | Dr. Jeff Peters | ?               | Garai Róbert       |
| John Malkovich      | Ulysses         | ?               | Breyer Zoltán      |
| Ann Magnuson        | Frankie Stone   | ?               | Grúber Zita        |
| Glenne Headly       | Trish           | ?               | Keönch Anna        |
| Ben Masters         | Steve Marcus    | ?               | Bolla Róbert       |
| Laurie Metcalf      | Sandy           | ?               | Törtei Tünde       |
| Polly Bergen        | Estelle Stone   | ?               | Molnár Zsuzsa      |
| Harsh Nayyar        | Dr. Ramdas      | ?               | Vári Attila        |
| Hart Bochner        | Don             | ?               | ?                  |
| Susan Berman        | Ivy Stone       | ?               | Dudás Eszter       |
| Polly Draper        | Suzy Duncan     | ?               | Debelka Mária      |
| Christian Clemenson | Bruce           | ?               | ?                  |
| Merwin Goldsmith    | Moe Glickstein  | ?               | ?                  |

## Fogadtatás
A film vegyes kritikákat kapott a kritikusoktól, ugyanis a Rotten Tomatoes-on 14 kritika alapján 50%-os minősítést kapott.

## Médiakiadás
A Keressük az igazit 2003. április 1-jén jelent meg DVD-n az MGM Home Video forgalmazásában.

## Fordítás
- Ez a szócikk részben vagy egészben  a   Making Mr. Right című angol Wikipédia-szócikk fordításán alapul.  Az eredeti cikk szerkesztőit annak laptörténete sorolja fel. Ez a jelzés csupán a megfogalmazás eredetét és a szerzői jogokat jelzi, nem szolgál a cikkben szereplő információk forrásmegjelöléseként.